# Telmore
Telmore  er et dansk teleselskab i det TDC ejede Nuuday.
Fra januar 2000 til 2013 var det et dansk teleselskab. Telmore kom online den 31. oktober 2000 som det første danske teleselskab, der kun fandtes på nettet. Det var kun muligt at blive kunde online og mod forudbetaling med Dankort.

## Historie
Telmore var i 2010 Danmarks største onlineteleselskab med over 700.000 kundeforhold. I 2008 begyndte Telmore også at sælge mobilt bredbånd.
TDC har siden 2004 ejet Telmore 100 procent, men Telmore fungerede indtil 2013 i praksis som et selvstændigt selskab med egne priser, produkter og kundeservice. Ved nedlæggelsen som selvstændigt selskab i 2013, blev driftsaktiviteterne og medarbejderne indlemmet i TDC-koncernen. Telmore er i dag et varemærke ejet af TDC.
I 2017 vandt Telmore den samlede pris for Danmarks bedste kundeservice ved Kundeservice Award 2017.

### Tidslinje
- 2000: Selskabet grundlægges af Frank Rasmussen
- 2001: Nummerportering bliver muligt og selskabets vækst eksploderer[3]
- 2003: TDC opkøber 20 procent af selskabets aktier
- 2004: Resten af selskabets aktier opkøbes af TDC
- 2004: Salg af mobiltelefoner påbegyndes
- 2005: Samtaleformerne Lang Tale og Kort Tale indføres
- 2008: Påbegynder salg af Mobilt bredbånd
- 2008: Påbegynder salg ADSL Bredbånd
- 2009: Køber konkurrenten M1
- 2010: Lukker for tilmelding til ADSL Bredbånd
- 2011: Introducerer pakkeløsninger
- 2013: Telmore ophører som selvstændigt selskab, men fortsætter som et af TDC's varemærker
- 2014: Selskabet lancerer nyt produkt kaldet Telmore Play, som inkluderer mobilabonnement samt 12 indholdstjenester.
- 2017: Telmore vinder den samlede pris for Danmarks bedste kundeservice ved Kundeservice Award 2017.[2]
- 2018: Mobilselskabet Plenti bliver lagt sammen med Telmore 18. marts 2018.[4]